# Villelongue
Villelongue é uma comuna francesa na região administrativa de Occitânia, no departamento dos Altos Pirenéus. Estende-se por uma área de 20,46 km². Em 2010 a comuna tinha 413 habitantes (densidade: 20,2 hab./km²).